# La Morera
La Morera este un oraș din Spania, situat în provincia Badajoz din comunitatea autonomă Extremadura. Are o populație de 766 de locuitori.